# Union Pacific 9000
Le Union Pacific, o classe 9000, è stato un gruppo di locomotive a vapore della Union Pacific Railroad, costruito dalla ALCO tra il 1926 e il 1930.

## Storia

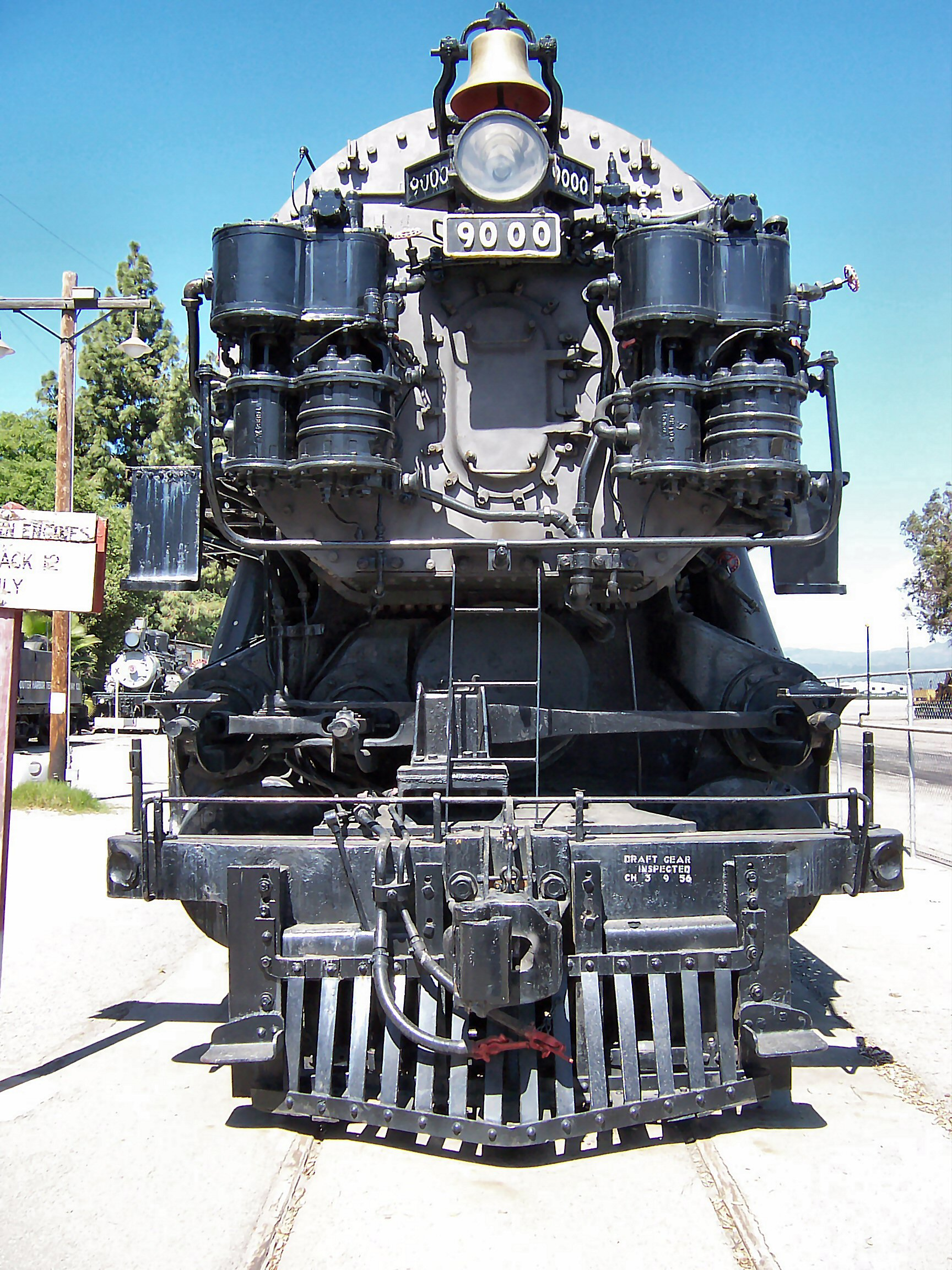
Vista frontale della locomotiva. Il terzo cilindro e il suo cassetto di distribuzione sono visibili sotto la camera a fumo.

Le 9000 furono ideate per incrementare la velocità dei treni merci in pianura ed ebbero un discreto successo, ma erano difficili da mantenere, soprattutto a causa del terzo cilindro interno, che azionava il secondo asse motore tramite un albero a gomiti. Tuttavia non ci si doveva preoccupare di una distribuzione interna. La ALCO ottenne il permesso di usare la distribuzione coniugata inventata nel Regno Unito da Sir Nigel Gresley, capo degli ingegneri meccanici della London and North Eastern Railway. Questo sistema usava due leve incernierate connesse alle bielle dei cilindri esterni per azionare quella del cilindro interno. Le 9000 furono le locomotive più grandi ad utilizzare la distribuzione Gresley.
Tra il 1934 e il 1940 a otto delle prime quindici locomotive fu rimosso il sistema Gresley e furono convertite a una "doppia distribuzione Walschaerts" che utilizzava un albero a doppio ritorno eccentrico e un secondo collegamento sul fianco destro (simile alla distribuzione che la Baldwin usò sulle sue compound sperimentali 60000 di rodiggio 4-10-2 a tre cilindri), che azionava la biella del cilindro interno. La Union Pacific chiamò questo sistema "terzo collegamento." Le locomotive costruite dal 1928 usavano cuscinetti a rotolamento nelle leve Gresley, ma nessuna di queste fu convertita. Le macchine costruite prima del 1928 non convertite li ricevettero nel 1940 e non furono fatte altre modifiche.
Durante la progettazione il terzo e quarto asse motore dovevano essere "ciechi" (senza bordini) per migliorare la percorrenza delle curve, ma non fu necessario grazie ai dispositivi di movimento trasversale della ALCO sul primo e sesto asse (che permettevano di spostarsi di 5 cm per lato). Avevano il passo su telaio rigido più lungo dell'America settentrionale e del mondo, finché l'Unione Sovietica costruì le sue AA20 nel 1934. Il carrello posteriore portava lo stesso carico degli assi motori, il che era insolito.
Si è discusso se il primo asse motore delle locomotive fosse a gomito per fornire spazio per la biella principale collegata al secondo asse (i disegni della Union Pacific non mostrano il gomito sul primo asse e l'articolo di Railway Age dice "Le ruote motrici da 170 cm permettono l'uso di un asse dritto sulle ruote anteriori [...]". Lo spazio tra i primi due assi fu aumentato di 46 cm per fornire spazio. Basandosi sulle dimensioni pubblicate, significa che il punto più vicino alla linea centrale della biella interna era a 29,58 cm dal centro del primo asse (i disegni della UP riprodotti nei libri "Union Pacific Type" di Kratville e Bush mostrano la biella interna lunga 290 cm e i primi due assi motori distanti 220 cm. L'asse del cilindro interno era inclinato di 9.5° ed era oltre il piano degli assi motori in un punto sopra al secondo asse, così l'asse del cilindro mancava il centro del secondo asse motore da 1,587 a 1,746 cm. La linea centrale della biella è più vicina all'asse quando il gomito è di 54,49° sopra all'orizzontale).
Il 20 ottobre 1948 esplose la caldaia della locomotiva 9018, mentre era in servizio a 3 km a est di Upland (Kansas), uccidendo macchinista, fuochista e frenatore. Quest'ultimo morì in ospedale il giorno dopo, riferendo di essere stato l'unico ad essersi accorto che il livello dell'acqua era sotto il livello minimo consentito. Dalle indagini si scoprì che i componenti dell'iniettore erano perfettamente funzionanti ma macchinista e fuochista non avevano pompato abbastanza acqua nella caldaia.
È stato conservato solo un esemplare: la Union Pacific 9000, prototipo della classe, è esposta al RailGiants Train Museum del Fairplex della Contea di Los Angeles a Pomona, in California. È stata riverniciata nel 2006-2007.
| Anno   | Quantità | Classe | Numero di ordinazione ALCO | Numero di serie ALCO | Matricola Union Pacific                                     | Note                                         |
| ------ | -------- | ------ | -------------------------- | -------------------- | ----------------------------------------------------------- | -------------------------------------------- |
| 1926   | 1        | UP-1   | B-1684                     | 66544                | Union Pacific 9000                                          | Conservata                                   |
| 1926   | 14       | UP-2   | B-1684                     | 67024–67037          | Union Pacific 9001–9014                                     | Da 9004 a OWR&N 9708, poi nuovamente UP 9004 |
| 1928   | 15       | UP-3   | B-1706                     | 67581–67595          | Union Pacific 9015–9029                                     |                                              |
| 1928   | 8        | UP-3   | B-1708                     | 67596–67603          | Oregon-Washington Railroad and Navigation Company 9700–9707 | Union Pacific 9055–9062                      |
| 1929   | 25       | UP-4   | S-1646                     | 67944–67986          | Union Pacific 9030–9054                                     |                                              |
| 1930   | 15       | UP-5   | S-1701                     | 68490–68504          | Union Pacific 9063–9077                                     | Oregon Short Line 9500–9514                  |
| 1930   | 10       | UP-5   | S-1701                     | 68505–68514          | Union Pacific 9078–9087                                     |                                              |
| Totale | 88       |        |                            |                      |                                                             |                                              |

## Rodiggio

Schema del rodiggio delle 9000

Il rodiggio delle 9000 è costituito da due assi anteriori su un carrello portante, sei assi motori accoppiati e uno portante posteriore su un carrello di tipo Bissel. Secondo la classificazione FS, si scrive 2-6-1. È stato chiamato Union Pacific per via dell'unica compagnia ad aver posseduto locomotive con tale rodiggio.
La classificazione in altri metodi è:

Notazione Whyte: 4-12-2

Classificazione UIC: 2′F1′ 

Classificazione AAR: 2-F-1

Classificazione francese: 261

Classificazione turca: 69

Classificazione svizzera: 6/9